# Yūhei Tokunaga
Yuhei Tokunaga (jap. 徳永悠平 Tokunaga Yuhei; ur. 25 września 1983 w prefekturze Nagasaki) – japoński piłkarz., reprezentant kraju.

## Statystyki
| Reprezentacja Japonii | Reprezentacja Japonii | Reprezentacja Japonii |
| Rok                   | Mecze                 | Gole                  |
| --------------------- | --------------------- | --------------------- |
| 2009                  | 5                     | 0                     |
| 2010                  | 2                     | 0                     |
| 2011                  | 0                     | 0                     |
| 2012                  | 0                     | 0                     |
| 2013                  | 2                     | 0                     |
| Razem                 | 9                     | 0                     |

## Osiągnięcia
- Puchar Cesarza: 2011
- Puchar J-League: 2004, 2009